# Chorakerk
De Chorakerk (Turks: Kariye Camii) is een middeleeuwse Byzantijnse kerk in Istanboel en werd omstreeks 550 gebouwd. In de zestiende eeuw werd het een moskee, tussen 1945 en 2020 was het een museum en sinds 2020 is het weer een moskee.

## Geschiedenis

### Byzantijnse periode
De kerk werd gebouwd als onderdeel van een klooster buiten de muren van Constantinopel en behield de naam Chora na de uitbreiding van de muren onder keizer Theodosius I. De naam is van het Griekse woord "Hora" afkomstig en betekent veld. De bouw van een van de latere kerken werd toegeschreven aan de heilige Theodorus, die een familielid was van keizerin Theodora I. Het door hem gestichte klooster werd vernietigd in een aardbeving waarop het herbouwd werd door keizer Justinianus I. De huidige kerk is grotendeels gebouwd in de elfde eeuw. Deze bouwfase wordt over het algemeen toegeschreven aan Maria Doukaina en vond waarschijnlijk plaats in 1077-1081. De huidige brede apsis van de kerk zou in de twaalfde eeuw zijn gebouwd.
Het klooster en de kerk raakte ernstig beschadigd tijdens de Latijnse overheersing van Constantinopel en aan het einde van de dertiende eeuw verkeerde de Chorakerk in een slechte staat. De kerk werd vervolgens in de periode 1316-1321 verbouwd onder leiding van de Byzantijnse staatsman Theodorus Metochites. Deze bouwfase wordt gezien als de vijfde bouwfase van de kerk. Tijdens deze fase werd de perakklesion gebouwd. Ook werd de Naos herbouwd en uit deze periode dateren ook de mozaïeken en fresco's die tegenwoordig zichtbaar zijn in de kerk. Metochites werd na zijn dood begraven in de Chorakerk.

### Gebruik als moskee
Tijdens het Beleg van Constantinopel in 1453 werd de icoon van Theotokos Hodegetria naar de kerk gebracht om de verdedigers van de stad bij te staan in hun strijd. In de periode tussen 1495 en 1511 werd de kerk omgebouwd tot een moskee, de Kariye Camii, onder leiding van grootvizier Ali Atik Pasha. Een Mihrab werd in de apsis geplaatst en de klokkentoren werd afgebroken en vervangen door een Minaret. Uit een beschrijving van de kerk uit 1568 blijkt dat de kloosterpoort en de cisterne nog bestonden en de mozaïeken nog zichtbaar waren.
In de negentiende eeuw werd de kerk populair bij westerse toeristen en stond de Chorakerk bekend als de "Mozaïekmoskee". De mozaïeken in de koepels van de kerk waren indertijd nog steeds zichtbaar, maar de mozaïeken op de lagere muren waren verdwenen achter houten deuren. In 1945 werd de moskee geseculariseerd en kwam het onder de jurisdictie te staan van het museum van de Hagia Sophia.

### Chorakerk sinds 1945
In 1947 ondernam het Dumbarton Oaks Field Committee de taak van het schoonmaken en het versterken van de mozaïeken van de Chorakerk. Ook deed het enkele kleinschalige opgravingen en werden er restauraties uitgevoerd. Het project nam in totaal twaalf jaar in beslag.
In 2019 oordeelde een Turkse rechtbank dat het besluit om de moskee te seculariseren onwettig. In augustus 2020 verklaarde president Erdoğan dat het gebouw weer in gebruik genomen zou worden als moskee, net als de Hagia Sophia, in lijn met zijn islamistische campagne. Dit leidde tot stevige kritiek van UNESCO. Na een restauratie werd de kerk in het voorjaar van 2024 opnieuw in gebruik genomen als moskee. De uitbundige fresco's zijn voorzien van gordijnen, die tijdens gebedstijden gesloten worden.

## Galerij

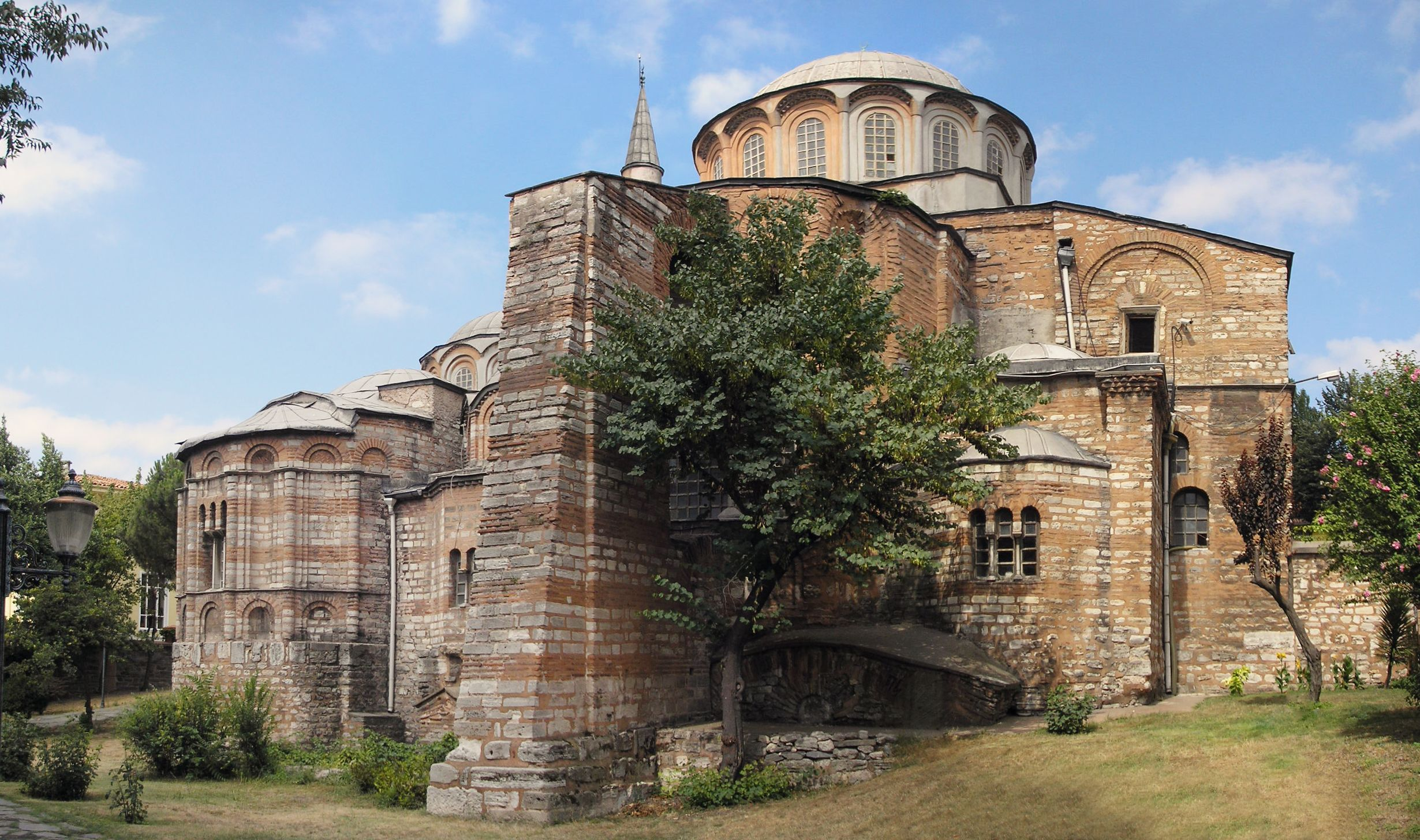
Achterkant van de Chorakerk
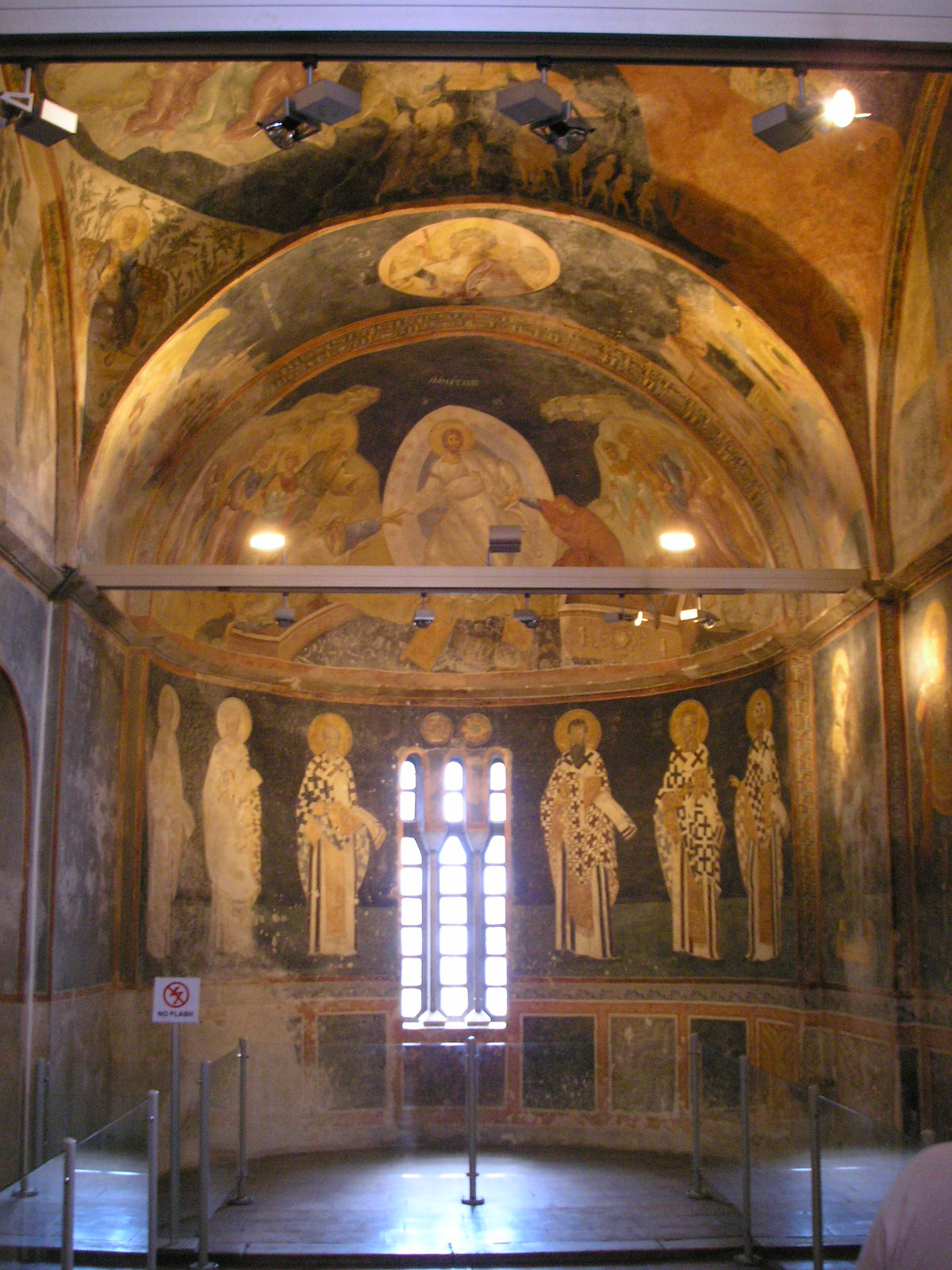
De parrakklesion
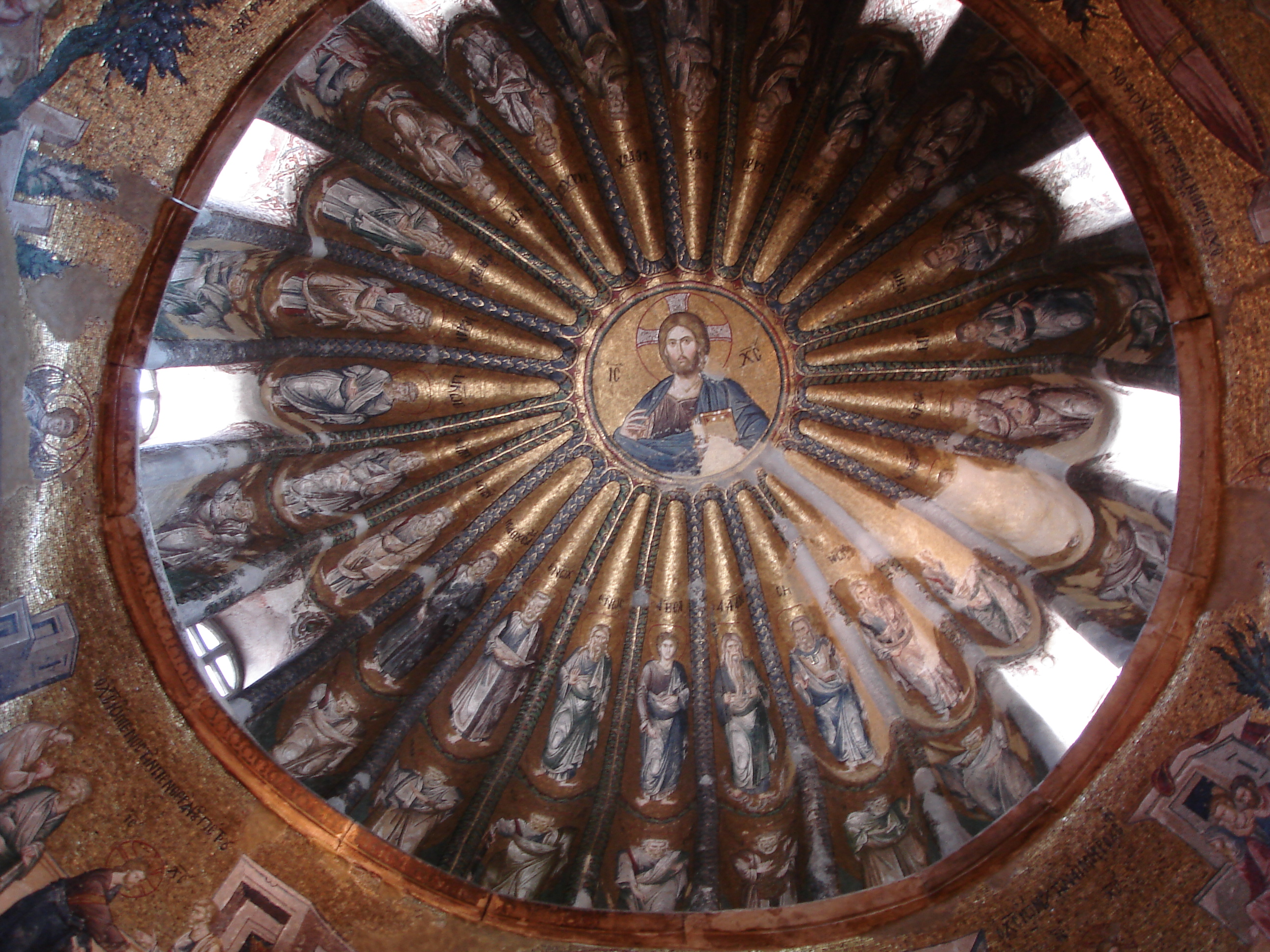
Mozaïek van Christus Pantocrator
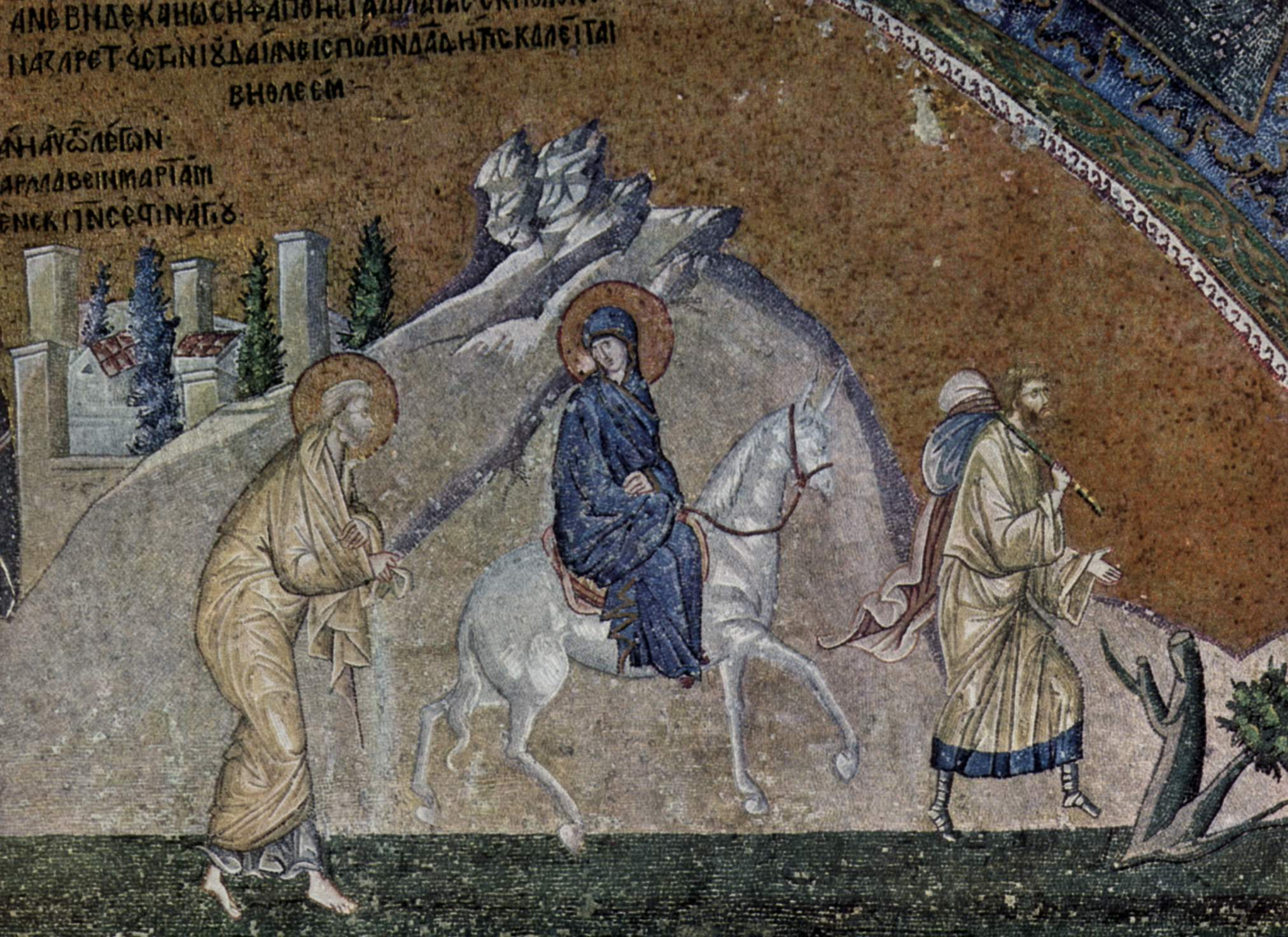
Mozaïek van de reis naar Bethlehem
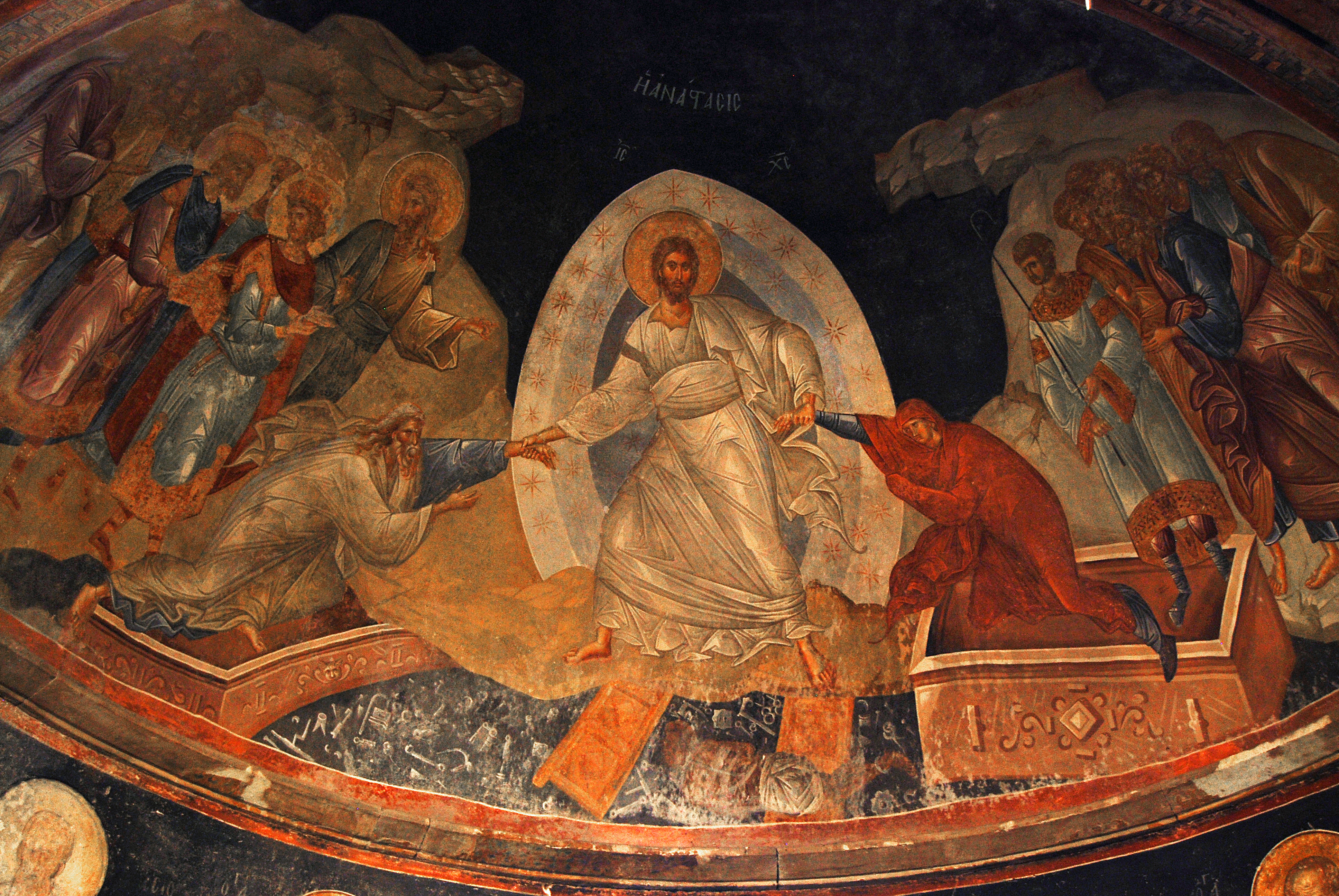
Het Anastasis fresco
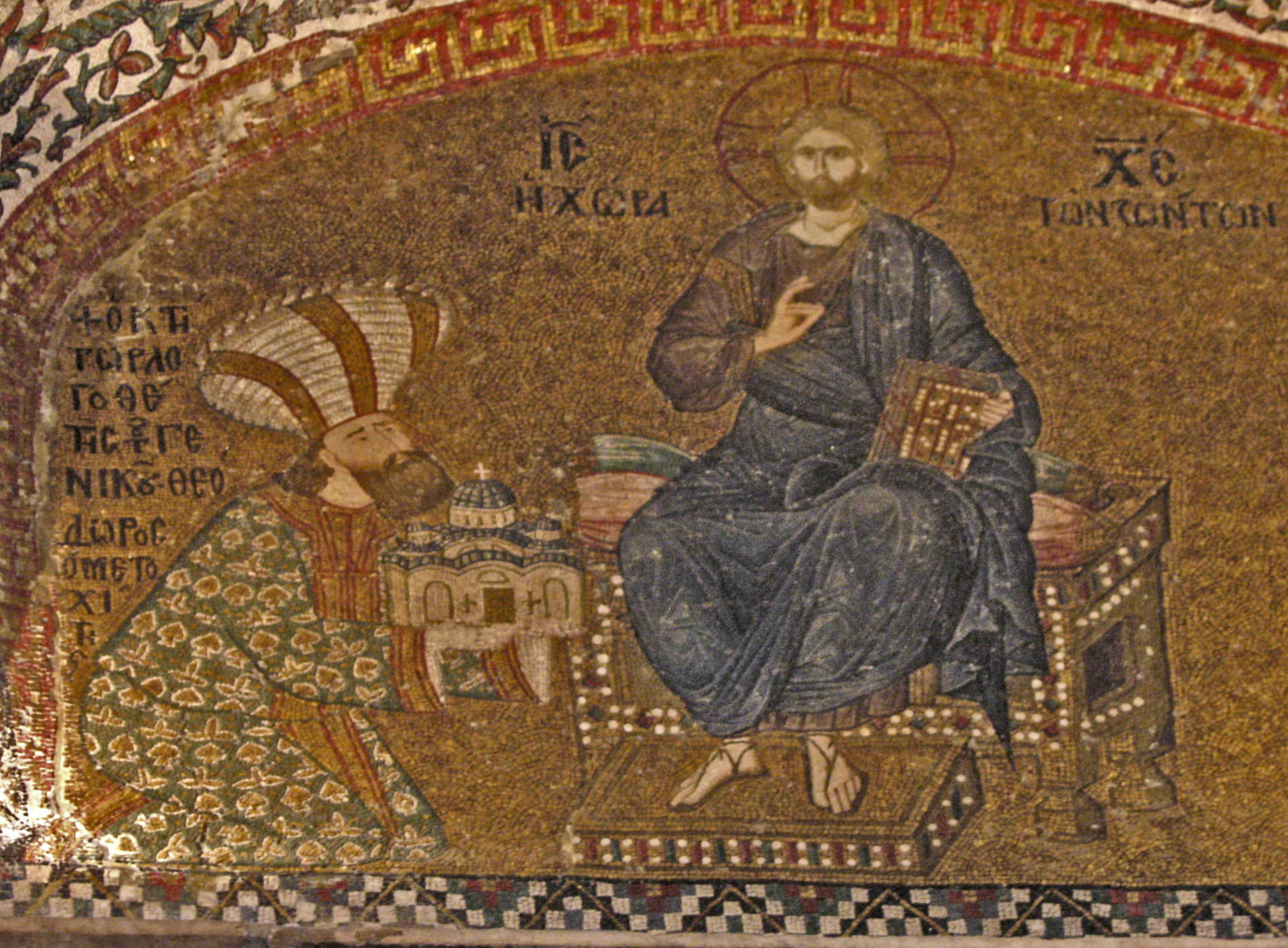
Mozaïek met Metochites en Christus
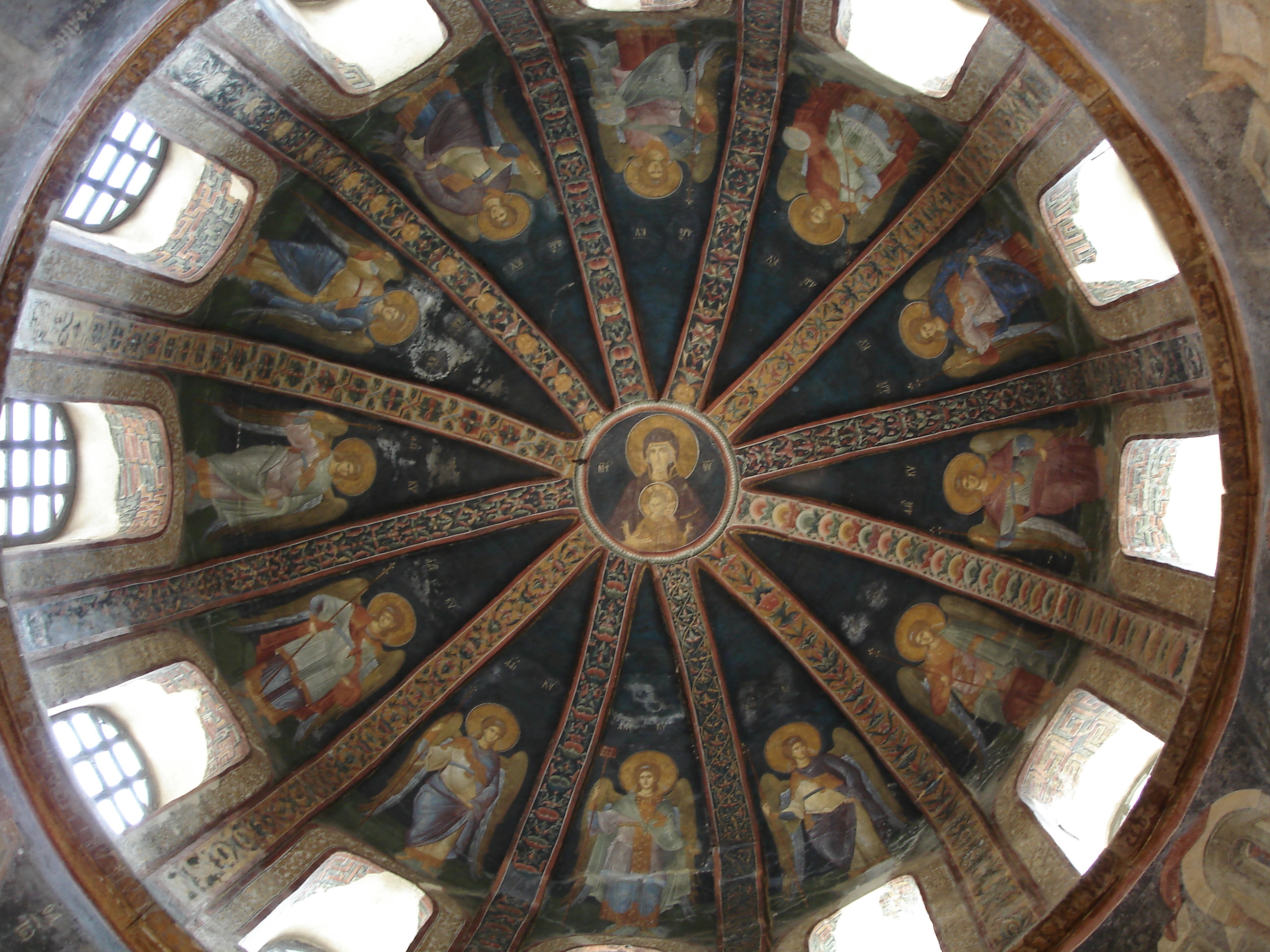
Fresco van de Maagd en de engelen